# Monaster Spaso-Andronikowski
Monaster Spaso-Andronikowski, wł. Monaster Obrazu Chrystusa Nie Ludzką Ręką Uczynionego – dawny męski klasztor prawosławny w Moskwie.

## Rys historyczny
Według opisów hagiograficznych, w czasie powrotu metropolity kijowskiego Aleksego z Konstantynopola, na morzu rozpętała się burza. Duchowny przysiągł wówczas Bogu, iż jeśli zostanie ocalony, wzniesie monaster ku czci świętego, którego wspomnienie będzie obchodzone w dniu jego dotarcia do portu. Sztorm ustał, zaś hierarchia szczęśliwie dotarł do przystani w dniu Obrazu Chrystusa Nie Ludzką Ręką Uczynionego. W 1357 r. założył w Moskwie klasztor pod tym właśnie wezwaniem. Pierwszym zwierzchnikiem wspólnoty został jeden z uczniów późniejszego świętego mnicha Sergiusza z Radoneża – mnich Andronik. W 1360 r. w klasztorze otwarta została pierwsza cerkiew, w której znalazła się ikona typu Mandylion przywieziona przez metropolitę Aleksego z Konstantynopola. W latach 1420–1427 świątynia ta została zastąpiona kamiennym soborem Obrazu Chrystusa Nie Ludzką Ręką Uczynionego, ufundowanym przez rodzinę kupiecką Jermolinów. Dekorację malarską wnętrza soboru wykonał mnich klasztoru, ikonograf Andriej Rublow (zmarł on i został pochowany w monasterze, na nieustalonym miejscu, w 1460). Budynek ten łączy cechy późnego stylu włodzimiersko-suzdalskiego oraz architektury moskiewskiej XIV wieku. W literaturze jest porównywany z cerkwią św. Paraskiewy w Czernihowie. W cerkwi został pochowany pierwszy zwierzchnik monasteru, mnich Andronik.
W 1504 r. w monasterze wzniesiono ceglany refektarz. W XVII wieku wzniesiono również pałac przełożonego oraz mury obronne z basztami wokół klasztoru. W tym samym stuleciu monaster był jednym z miejsc odosobnienia lidera ruchu staroobrzędowego, protopopa Awwakuma Pietrowa.
W końcu XVII stulecia do monasterskiego refektarza została dobudowana cerkiew w stylu baroku moskiewskiego z trzema ołtarzami: św. Aleksego metropolity Moskwy, św. Michała Archanioła i Ikony Matki Bożej „Znak”. Fundatorką świątyni była pierwsza żona Piotra I Eudoksja Łopuchina, która pragnęła w ten sposób upamiętnić narodziny syna Aleksego. Z powodu zesłania Eudoksji do monasteru świątynia, chociaż praktycznie gotowa, została konsekrowana dopiero po 45 latach od zakończenia budowy.

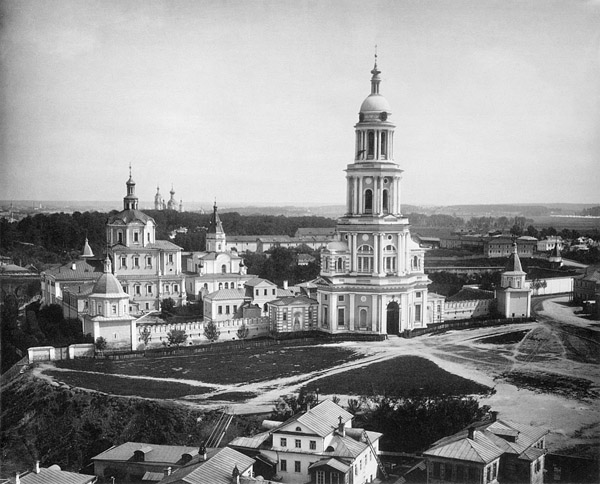
Widok monasteru w XIX w.

W 1795 r. rozpoczęły się prace przy budowie nowej dzwonnicy klasztornej. Fundator, S. Wasiliew, pragnął, aby obiekt przewyższył kremlowską dzwonnicę Iwana Wielkiego. Jednak już w trakcie prac budowlanych car Paweł I zażądał rezygnacji z tych planów. Ostatecznie obiekt został oddany do użytku w 1803, zaś jego wysokość wyniosła 73,5 metra. Autorem projektu dzwonnicy był Rodion Kazakow.
W 1812 r., w czasie pożaru Moskwy, główny sobór monasteru został poważnie uszkodzony – zawaliła się główna kopuła. Po wycofaniu się wojsk francuskich z Moskwy obiekt został przebudowany. W latach 50. XX wieku sobór, najstarszy zabytek architektury staroruskiej w Moskwie (poza Kremlem) odzyskał pierwotny wygląd.
W latach 30. XX wieku władze stalinowskie zarządziły rozbiórkę dzwonnicy monasterskiej w celu pozyskania cegieł. Monaster był już wtedy nieczynny – od 1918 r. działał w nim obóz dla przeciwników władzy bolszewickiej, w tym uczestników powstania w Kronsztadzie. W 1933 r. rozpoczęły się prace archeologiczne na terenie klasztoru, zaś w 1947 r. został on ogłoszony „rezerwatem” (ros. заповедник); w 1960 r. został zamieniony na muzeum sztuki staroruskiej im. Andrieja Rublowa. Klasztor spełnia te funkcje do dziś. W 1989 r. wznowiono jedynie nabożeństwa w głównym soborze.